# The Last Great American Dynasty
«The Last Great American Dynasty» (с англ. — «Последняя великая американская династия») — песня американской певицы Тейлор Свифт, вышедшая 24 июля 2020 года на лейбле Republic Records вместе с выходом восьмого студийного альбома Folklore. «The Last Great American Dynasty» это мелодия в стиле альтернативный рок, инди-поп, основанная на быстрой аранжировке ударных, слайд-гитары, струнных инструментов. Песня, исполненная от третьего лица, представляет собой рассказ об американской светской львице, композиторе, скульпторе и филантропе Ребекке Харкнесс (1915—1982), одной из самых богатых женщин в истории США, которая ранее владела имением Свифт в Род-Айленде, и проводит параллели между жизнями певицы и Харкнесс.
После релиза песня получила признание музыкальных критиков, которые высоко оценили мастерство Свифт в повествовании и эксцентричное вдохновение песни, назвав её выдающейся песней на Folklore. «The Last Great American Dynasty» вошла в десятку лучших в хит-парадах Австралии, Малайзии и Сингапуре, а также была в чартах в Канаде, Новой Зеландии и США, войдя в пятёрку хитов альбома, одновременно вошедших в лучшую двадцатку в Billboard Hot 100.
Это последняя великая американская династия,

Кто знает, что было бы, не появись она.

Это самая безумная из женщин, что видел этот город,

Она чудесно провела время, разрушая всё подряд.
Who knows, if she never showed up, what could've been.

There goes the maddest woman this town has ever seen,

## История

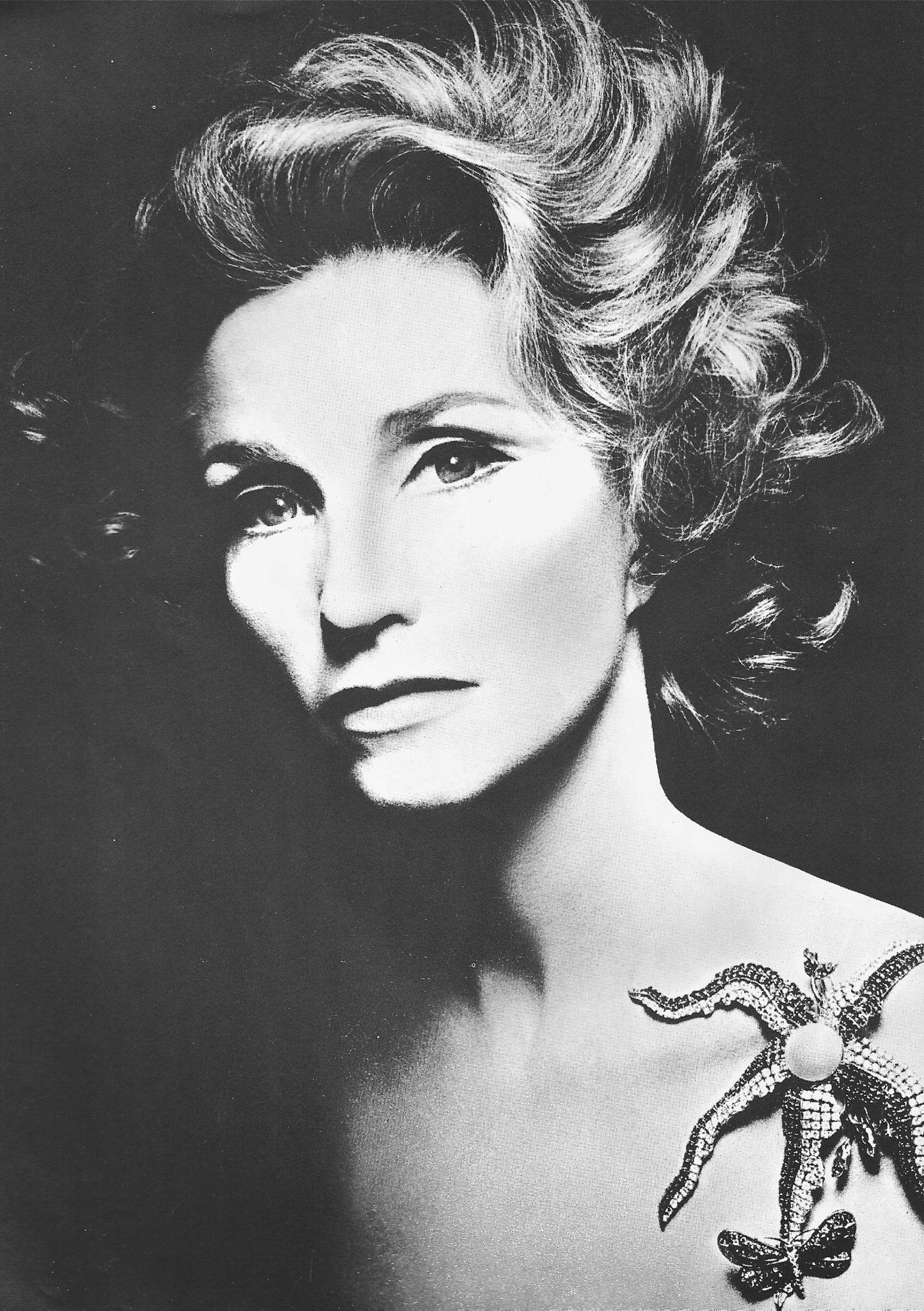
В песне рассказывается о жизни Ребекки Харкнесс (на фото выше), наследницы Standard Oil, основателя Harkness Ballet и бывшего жителя резиденции Свифт Holiday House.

Стремясь к быстрому и привлекательному звучанию, Аарон Десснер сочинил инструментальные партии «The Last Great American Dynasty», вдохновлённый звучанием электрогитары из альбома In Rainbows группы Radiohead 2007 года. Он отправил образец музыки Свифт, которая изолировала себя из-за пандемии COVID-19; ей понравился звук, и она написала к нему текст за то время, когда Десснер выходил на пробежку и вернулся. «The Last Great American Dynasty» — это инди-поп-мелодия с элементами альтернативного рока, включающая кроме электроники использование классических инструментов, таких как слайд-гитара, альт, скрипки и барабаны. Вокальный диапазон Свифт в песне колеблется от E3 до B4. Песня написана в тональности соль мажор и имеет быстрый темп 148 ударов в минуту.
Релиз новой песни и альбома прошли 24 июля 2020 года на канале YouTube (7:00 по московскому времени) одновременно с выходом альбома.
«The Last Great American Dynasty» повествует историю и высмеивает жизнь американской светской львицы и композитора Ребекки Харкнесс (1915—1982), которая ранее проживала в особняке Свифт в Род-Айленде — Holiday House.

## Отзывы
Композиция получила положительные отзывы критиков и обозревателей:
Ханна Милреа из NME (похвалила песню «The Last Great American Dynasty» за задумчивую инструментальную партию, своеобразный вокал Свифт и стиль повествования, напоминающий работы Мэри Чапин Карпентер и Боба Дилана, и назвала её «претендентом на лучшую песню Тейлор Свифт, когда-либо ей написанную», Джулиан Мейпс из Pitchfork (отмечая исторические детали, образы Американы и строчки в стиле Фицджеральда, Джулиан Мейпс назвал песню «непревзойдённой, мгновенной классикой», прославляющей женщин, бросающих вызов обществу, и заявил, что лирика «играет в вашем уме как сборник рассказов», но успешно указывает на то, как общество принимает напористых женщин. Мэйпс также назвал продакшн «фактурным и со вкусом величественным»), Микаэль Вуд из The Los Angeles Times (считая лиризм песни самым впечатляющим повествованием из всего фольклора, Микаэль Вуд назвал песню самой комической из всех треков, поставив её на третье место среди лучших песен альбома. Вуд описал песню как «подробный портрет реальной женщины, владевшей особняком Свифт в Род-Айленде»), Майкл Самсион из PopMatters («песня превращает сказку о маленьком городке в выдающийся миф»), Калли Алгрим из Insider («поэтический гений»), Крис Уиллман из журнала Variety (высказал мнение, что Свифт «давно» отождествляет себя с женщинами, жившими за десятилетия до неё), Роб Шеффилд из журнала Rolling Stone (Шеффилд написал, что песня высмеивает среду высшего класса из «Starlight», пятнадцатого трека на альбоме Свифт 2012 года Red, и сопоставил сходство между использованием в песнях слова «чудесный» и то, что размышляет о людях, живших за десятилетия до рождения Свифт), Филип Косорес из Uproxx (Косорес считает эту песню воплощением фирменной «мелодической теплоты» и «ярких деталей» Свифт и похвалил медленный продакшн Десснера), Оливия Овенден из Esquire (выбрала песню в качестве изюминки альбома и похвалила её за «плавное» смешение звуков инди-саунда и поп-музыки Свифт).
Джон Караманика из газеты The New York Times прокомментировал, что персонаж песни, Харкнесс, — «классическая героиня Свифт», целеустремлённая, разрушительная и неправильно понятая. Джонатан Киф, пишущий для журнала Slant, считает, что песня подчёркивает, как «расширяющееся мировоззрение» Свифт улучшило её навыки написания песен. Калеб Кэмпбелл из журнала Under The Radar обнаружил, что Свифт видит себя в Харкнесс, которая страдает от сплетен таблоидов. Кэти Моултон из Consequence of Sound резюмировала, что песня — результат расширения воображения Свифт, поскольку она «сознательно пытается писать с точки зрения, не принадлежащей ей». Ник Левин в газете The Telegraph размышлял о том, признаёт ли Свифт только напряжённость в отношениях с местными жителями Watch Hill, или она назначает себя преемником Харкнесс, и выбрала «The Last Great American Dynasty» в качестве хита альбома, демонстрирующего, почему Свифт является одним из великих авторов песен своего поколения.
Billboard перечислил «The Last Great American Dynasty» в качестве одного из своих 20 хитов лета 2020 года и отметил, что песня излучает «более летнюю атмосферу», несмотря на в целом более «прохладную» атмосферу Folklore. В своём списке, оценивающем все 161 песню Свифт, Ханна Милреа из NME поместила песню на второе место, уступив вершину только «All Too Well» (2012), впечатлённая тем, как «The Last Great American Dynasty» удаётся передать огромную часть жизни Харкнесс менее чем за несколько минут, завершая это громким припевом.

## Коммерческий успех
После выхода Folklore, «The Last Great American Dynasty» вошла в топ-20 многих стран мира. В США все шестнадцать треков альбома одновременно дебютировали в Billboard Hot 100, причём «The Last Great American Dynasty» заняла 13-е место — четвёртая песня с самым высоким местом после «Cardigan» (№ 1), «The 1» (№ 4) и «Exile» (№ 6), а также один из его пяти лучших альбомных хитов в top-20. Песня дебютировала на 42-м месте в чарте Billboard Digital Song Sales. В Канаде и Новой Зеландии песня достигла 13 строчки в чартах Canadian Hot 100 и New Zealand Top 40 Singles соответственно.
В Австралии песня дебютировала на 7-м месте в ARIA Singles Chart; вместе с четырьмя другими треками из Folklore, которые попали в топ-10, давая альбому пять хитов в десятке лучших. Альбом также дал пять дебютов в десятке лучших в Малайзии, где «The Last Great American Dynasty» заняла 10 строчку в чарте RIM Singles chart. В Singapore Top 30 Digital Streaming в Сингапуре «The Last Great American Dynasty» достиг девятого места. Песня также заняла 56, 81 и 89 в чартах Ö3 Austria Top 40, AFP Top 200 Singles в Португалии и Sverigetopplistan в Швеции, соответственно.

## Влияние
Песня разожгла феномен вирусных мемов в Интернете: фраза «идёт последняя великая американская династия» была применена к нескольким вымышленным семьям или друзьям, которые появляются в фильмах телесериалах и телешоу, таких как «Сумерки. Сага», «High School Musical», «Наследники», «Девочки Гилмор», «Шиттс Крик», «Это мы» и Jersey Shore, выпуски канала Disney Channel, такие как «Hannah Montana», «Волшебники из Вэйверли Плэйс» и «Camp Rock: Музыкальные каникулы», сети ресторанов быстрого питания, таких как Taco Bell и California Pizza Kitchen, и провайдер аркадных видеоигр Blockbuster.
8 сентября 2020 года фанат в Твиттере предложил идею фильма, вдохновлённого «The Last Great American Dynasty», с участием американской актрисы и фотомодели Блейк Лайвли в роли Ребекки, канадского актёра Райана Рейнольдса в роли Билла и актёра Джесси Тайлера Фергюсона в роли соседа, и которому все три актёра ответили утвердительно. Свифт поддержала эту идею вместе с Джиджи Хадид.

## Участники записи
По данным Pitchfork.
- Тейлор Свифт — вокал, автор, продюсер
- Аарон Десснер — продюсер, автор, звукозапись, программирование ударных, электрогитара, фортепиано, перкуссия, слайд-гитара
- Bryce Dessner — оркестровка
- Rob Moose — оркестровка, скрипка, альт
- J.T. Bates — ударные
- Джонатан Лоу — звукозапись, микширование
- Лаура Сиск — звукозапись
- Рэнди Меррилл — мастеринг

## Чарты
| Чарт (2020)                                | Высшая позиция |
| ------------------------------------------ | -------------- |
| Австралия (ARIA)                           | 7              |
| Австрия (Ö3 Austria Top 40)                | 56             |
| Бельгия/Валлония (Ultratip Bubbling Under) | 40             |
| Канада (Billboard Canadian Hot 100)        | 13             |
| Малайзия (RIM)                             | 10             |
| Новая Зеландия (Recorded Music NZ)         | 13             |
| Португалия (AFP)                           | 81             |
| Сингапур (RIAS)                            | 9              |
| Швеция (Sverigetopplistan)                 | 87             |
| Великобритания (OCC UK Audio Streaming)    | 18             |
| США (Billboard Hot 100)                    | 13             |
| США Rolling Stone Top 100                  | 6              |

## Сертификации
| Регион                                                                      | Сертификация | Продажи |
| --------------------------------------------------------------------------- | ------------ | ------- |
| Австралия (ARIA)                                                            | Платиновый   | 70 000  |
| Бразилия (ABPD)                                                             | Платиновый   | 40 000  |
| Великобритания (BPI)                                                        | Золотой      | 400 000 |
| Данные о продажах + прослушиваниях приведены только на основе сертификации. |              |         |

## История релиза
| Регион | Дата         | Формат                     | Лейбл    | Ссылка |
| ------ | ------------ | -------------------------- | -------- | ------ |
| Разные | 24 июля 2020 | Цифровые загрузки стриминг | Republic | [ 48 ] |